# Шубное (озеро)
Шубное — озеро в Жамбылском районе Северо-Казахстанской области Казахстана. Находится в 7 км к западу от села Макарьевка.
По данным топографической съёмки 1944 года, площадь поверхности озера составляет 1,46 км². Наибольшая длина озера — 2 км, наибольшая ширина — 1,2 км. Длина береговой линии составляет 5,4 км, развитие береговой линии — 1,25. Озеро расположено на высоте 155,4 м над уровнем моря.